# Калиманция булгарика
Калиманция булгарика (Kalimantsia bulgarica) е праисторически бозайник от изчезналото днес семейство Халикотериеви. Останки от вида са открити в близост до село Калиманци, Югозападна България. Представлява част от череп, който днес се съхранява в палеонтологичния музей в Асеновград.

## Сведения за вида
Калиманция булгарика е наречена на българското село Калиманци, в близост до което са открити негови останки. Костите са открити заедно с тези на древни коне (хипариони) антилопи, жирафи и носорози, а така също и различни месоядни бозайници живели в периода туролий, част от късния миоцен. Останки от горна челюст на това животно са изложени в Палеонтологичния музей в Асеновград. Костите са открити през 1972 г. от Димитър Ковачев (учител по биология по това време, днес уредник на Палеонтологичния музей)., но не са класифицирани. През 2001 г. материалите са изследвани от д-р Николай Спасов от Национален природонаучен музей при БАН и френския специалист д-р Denis Geraads дошъл за изследвания и научна работа в музея, и се оказва, че това е останка от нов за науката вид, отделен също в нов род с единствен вид.

## Описание
Калиманция булгарика е бозайник наподобяващ на мравояд с по-къса муцуна от тази на останалите видове халикотерии. Притежава характерна куполообразна форма на главата. Смята се, че мъжките екземпляри са се удряли взаимно в тази си част на главата по време на размножителния период в борба за женска. Зъбите на древния бозайник са дълги и ниски и пригодени за ядене на листа. Тялото е дълго около 3 m.